# Tuinkruiden
Tuinkruiden zijn kruiden die kenmerkende geuren en andere eigenschappen hebben die ook smaken kunnen maskeren, maar ze worden tegenwoordig vrijwel uitsluitend gebruikt voor het aanbrengen van een geraffineerde smaak. Veel van deze kruiden worden ook als keukenkruiden gebruikt.
Sinds mensenheugenis worden in de keuken stoffen gebruikt die bedoeld zijn om de smaak van voedsel te verbeteren of te verfijnen. Van de Middeleeuwen tot in de negentiende eeuw werden veel specerijen zoals kruidnagel, peper en dergelijke gebruikt om de smaak van bepaalde voedingsmiddelen te maskeren, bijvoorbeeld wanneer de producten begonnen te rotten of vergaan.
De meeste tuinkruiden zijn lid van plantenfamilies waarin veel planten voorkomen die in hun bladeren, stengels, bloemen, zaden en in sommige gevallen ook in de wortels of knollen geur- en smaakstoffen in de vorm van vluchtige oliën bevatten.
Met name planten uit de lipbloemenfamilie spelen daar een belangrijke rol in. De voornaamste planten uit die familie die ook in gematigde streken in tuinen goed gedijen zijn: echte salie, rozemarijn, echte tijm, wilde marjolein of oregano, majoraan, basilicum, eenjarig bonenkruid. Ook uit de schermbloemenfamilie stammen enkele echte tuinkruiden, zoals lavas (maggiplant), dille, peterselie en selderij, venkel, karwij of kummel, echte kervel en koriander. De leliefamilie herbergt uien, bieslook en knoflook. En dan zijn er nog enkele 'buitenbeentjes' zoals dragon, fenegriek en mierik.
Salie, rozemarijn, tijm, majoraan, lavas, bieslook, dragon en mierikswortel zijn vaste planten; de meeste in deze groep doorstaan ook strenge winters, met uitzondering van rozemarijn. Dragon en mierikswortel hebben de neiging te woekeren.
Oregano wordt eenjarig gekweekt, evenals venkel, dille, kervel, koriander en basilicum. Die laatste heeft veel warmte nodig en verdraagt gedurende langere tijd geen temperatuur onder de 12 °C.
Selderij en peterselie zijn tweejarig; ze worden in het ene jaar geplant en gebruikt, en schieten in het tweede jaar in bloei, waarna ze meestal afsterven.
De lipbloemige planten hebben liefst volle zon, en stenige, goed doorlatende grond. De uitzondering is basilicum, die wel volle zon nodig heeft, en een warme beschutte plek, maar een goedgemeste, vochtige grond. Dille heeft een wat koelere plek nodig, maar ook goed gemeste grond, evenals peterselie en selderij.
Van uien wordt het blad en de verdikte bloemstengel gegeten. Van knoflook vooral de bollen die in goed gemeste grond een behoorlijke omvang kunnen krijgen. Ook kan het blad worden gegeten.
Veel tuinkruiden kunnen het hele jaar door geoogst worden; zo niet, dan kunnen kruiden gedroogd worden of diepgevroren.
Van de meeste van deze planten bestaan cultivars, zoals citroentijm, salie met breed of bont blad, krul- en platte peterselie, basilicum met heel klein tot zeer groot groen of paars blad, rozemarijn met kleine blaadjes, witte en blauwe bloemen, zuilvormig of kruipend. Venkel is er in groen en paars, met of zonder verdikte knollen die dan als groente worden gegeten.
Onze-lieve-vrouwe-bedstro en citroenmelisse worden weinig in de keuken gebruikt, maar wel toegepast als decoratie in de kruidentuin.
Veel tuinboeken bevatten een apart hoofdstuk over dit onderwerp. In kookboeken is veel informatie te vinden over het gebruik van tuinkruiden. In Nederland en België bestaan diverse in tuinkruiden gespecialiseerde kwekerijen en tuincentra.